# Stade de Mbour
Stade de Mbour ist ein 1960 gegründeter senegalesischer Fußballverein mit Sitz in M’bour, Region Thiès. Aktuell spielt der Verein in der zweiten Liga des Landes, der Ligue 2.

## Erfolge
- Ligue 2: 2021/22, 2024/25 (Vizemeister)  ▲
- Coupe de la Ligue: 2017
- Senegalese Super Cup: 2010

## Stadion
Der Verein trägt seine Heimspiele im Stade Caroline Faye aus M’bour aus. Das Stadion hat ein Fassungsvermögen von 5000 Personen.

## Trainerchronik
| Trainer         | Nation  | von                | bis               |
| --------------- | ------- | ------------------ | ----------------- |
| Youssoupha Dabo | Senegal | 7. Februar 2017    | 27. Juni 2019     |
| Cheikh Gueye    | Senegal | 6. August 2019     | 28. November 2020 |
| Cheikh Gueye    | Senegal | 27. August 2022    | 1. Februar 2023   |
| Massamba Cissé  | Senegal | 18. September 2023 |                   |